# Reuven
Reuven ist männlicher Vorname.
Es handelt sich dabei um eine Transkription des Namens רְאוּבֵן rəʾūwēn, der hebräischen Ursprungsvariante von Ruben.

## Namensträger

### Vorname
- Reuven Amitai (* 1955), israelisch-amerikanischer Historiker und Orientalist
- Reuven Barkat (1906–1972), israelischer Politiker, von 1969 bis 1872 Präsident der Knesset
- Reuven Dafni (1913–2005), Freiwilliger der britischen Armee im Zweiten Weltkrieg und israelischer Diplomat
- Reuven Feuerstein (1921–2014), israelischer Psychologe
- Reuven Kritz (1928–2020), israelischer Literaturwissenschaftler und Schriftsteller
- Reuven Merhav (* 1936), israelischer Diplomat
- Reuven Moskovitz (1928–2017), israelischer Friedensaktivist
- Riccardo Reuven Pacifici (1904–1943), italienischer Rabbiner
- Reuven Ramaty (1937–2001), israelischer Physiker und Astronom
- Reuven Rivlin (* 1939), israelischer Jurist, Politiker und Staatspräsident
- Jonathan Reuven Rotem (* 1975), Musikproduzent israelisch-finnischer Abstammung
- Reuven Rubin (1893–1974), rumänischstämmiger, israelischer Maler und israelischer Botschafter in Rumänien
- Re’uven Schaeri (1903–1989), israelischer Politiker
- Reuven Shiloah (1909–1959), erster Direktor des israelischen Nachrichtendienstes Mossad
- Reuven Yosef (* 1957), israelischer Verhaltensökologe und Naturschutzbiologe

### Familienname
- Eyal Ben-Reuven (* 1954), israelischer Politiker und General

## Sonstiges
- Reuven Ramaty High Energy Solar Spectroscopic Imager, ein Weltraumteleskop der NASA